# زاهد

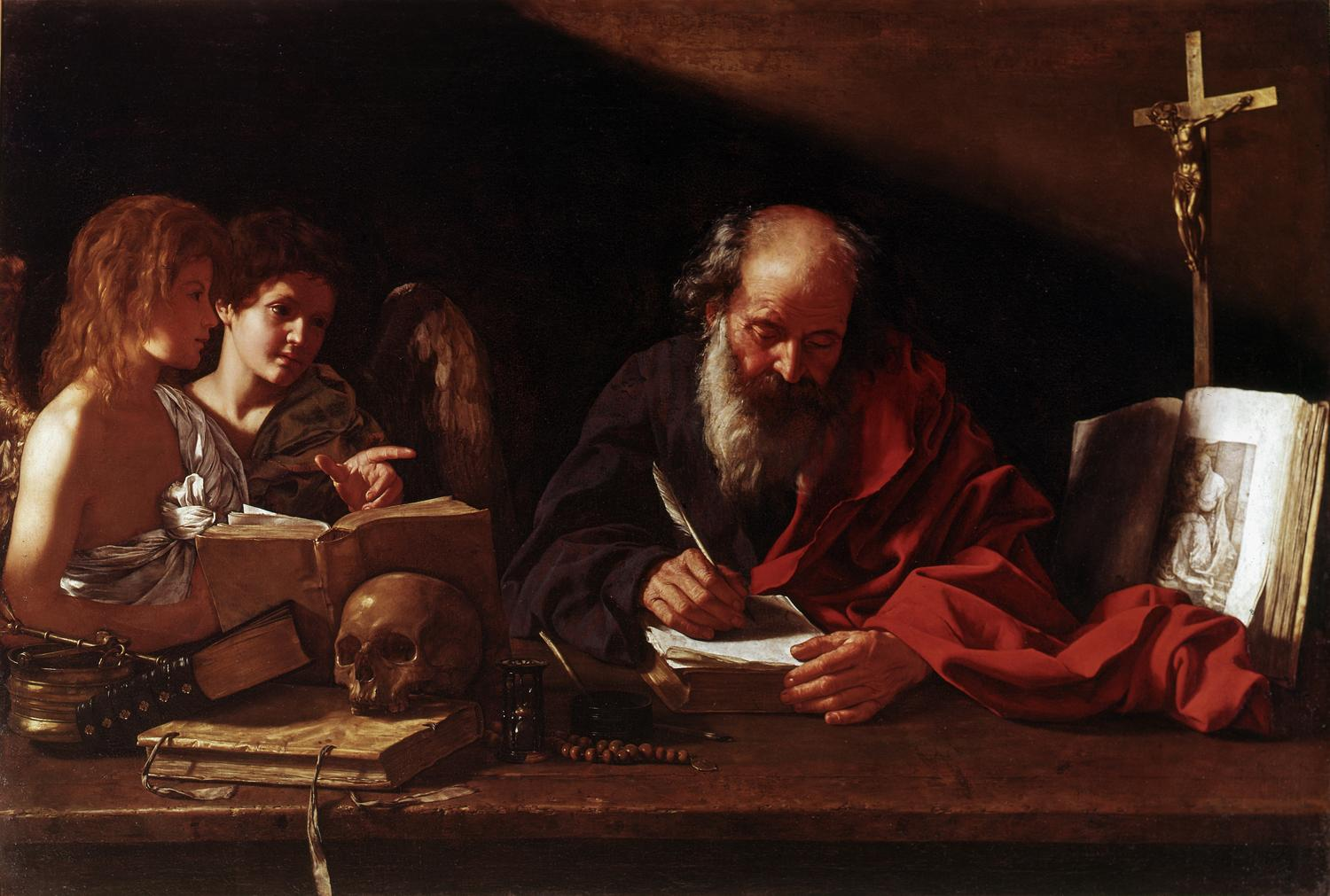
سن جروم که به عنوان یک زاهد گوشه نشین در نزدیکی بیت لحم زندگی می‌کرد، در هنگام مطالعه بوسیلهٔ دو فرشته موردِ بازدید قرار می‌گیرد. (به تصویر کشیده شده توسطِ کاواروتزی، در اوایل قرن ۱۷)

زاهد (صفت: eremitic or hermitic) کسی است که تا حدی در انزوا و بدور از جامعه زندگی می‌کند.و میلی به تعلقات دنیوی ندارد

## مسیحیت
پیشینه زندگی به شکل راهب و راهبه مسیحی به سده سوم در مصر و فلسطین بازمی‌گردد و این زاهدان به شکل خلوت‌نشینی و تنها در دیرهای بیابانی می‌زیستند. فشار بیش از اندازهٔ این تنهایی‌ها باعث شد تا راهبی به نام پاخوم نظام جدیدی را برپا کند که صومعه‌نشینی نام گرفت و بر اساس آن راهب‌ها و راهبه‌ها می‌توانند بسیاری از مراسم را به صورت جمعی انجام دهند و با هم در تماس باشند.
در مسیحیت، اصطلاحِ زاهد در اصل به یک مسیحی گفته می‌شود که در انزوا و خارج از گروه مذهبی زندگی می‌کند و به آن الهیات صحرا از عهد عتیق نیز گفته می‌شود. در سنت مسیحی زندگی گوشه نشینی فرم اولیه زندگی رهبانی است.

## اسلام
در جهان بینی زاهد دنیا و آخرت به یکدیگر پیوسته‌اند. دنیا مزرعه آخرت است از نظر زاهد آنچه به زندگی این جهان سامان می‌بخشد، موجب رونق و صفا و امنیت و آسایش آن می‌گردد، این است که ملاکهای اخروی و آن جهانی وارد زندگی این جهانی شود و آنچه مایه و پایه سعادت آن جهانی است این است که تعهدات و مسئولیتهای این جهانی خوب انجام شود و با ایمان و پاکی و طهارت و تقوا توأم باشد.